# پاتریک مولزل
پاتریک مولزل (انگلیسی: Patrick Mölzl؛ زادهٔ ۲۸ دسامبر ۱۹۸۰) بازیکن فوتبال اهل آلمان است.
از باشگاه‌هایی که در آن بازی کرده‌است می‌توان به باشگاه فوتبال بایرن مونیخ ۲، باشگاه فوتبال آگسبورگ، باشگاه فوتبال گروتر فورث، باشگاه فوتبال اینگولشتات ۰۴، باشگاه فوتبال بایرن مونیخ، و باشگاه فوتبال سن پائولی اشاره کرد.